# Кіко (футболіст, 1988)
Франсіско Хосе Олівас (ісп. Francisco José Olivas; нар. 21 серпня 1988, Антекера), відомий як Кіко (ісп. Kiko) — іспанський футболіст, центральний захисник клубу «Реал Вальядолід». Грав за молодіжну збірну Іспанії.

## Клубна кар'єра
У дорослому футболі дебютував 2006 року виступами за «Малагу».
Наступного року перейшов до «Вільярреала», у структурі якого протягом наступних п'яти сезонів грав здебільшого за другу команду. В основній команді протягом 2009—2012 років лише шість разів виходив на поле в іграх іспанської першості.
2012 року залишив вільярреальську команду на правах вільного агента і приєднався до друголігової «Кордови», за рік став гравцем іншого представника Сегунди, «Сабаделя», а ще за два роки — «Жирони».
2017 року допоміг останній команді підвищитися до Ла-Ліги, утім в елітному дивізіоні у її складі так й не зіграв жодної гри, натомість повернувся до Сегунди, ставши гравцем команди «Реал Вальядолід». За результатами першого сезону у новій команді знову підвищився до найвищого іспанського дивізіону, цього разу продовжив залишатися основним гравцем і на рівні «еліти».

## Виступи за збірну
2009 року залучався до складу молодіжної збірної Іспанії. На молодіжному рівні зіграв у 4 офіційних матчах.